# Unternehmen Kiebitz
Das Unternehmen Kiebitz war der Deckname einer deutschen Militäroperation der deutschen Kriegsmarine während des Zweiten Weltkriegs die fehlschlug. Ziel des Unternehmens war es, vier erfahrene deutsche U-Boot-Offiziere, nämlich Otto Kretschmer, den Kommandanten von U 93, Horst Elfe, und den Kommandanten von U 433, Hans Ey, sowie Hans-Joachim von Knebel-Döberitz, den ehemaligen Adjutanten von Karl Dönitz und Ersten Offizier unter Otto Kretschmer auf U 99, nach einem Ausbruch aus dem Kriegsgefangenenlager in Bowmanville, in der kanadischen Provinz Ontario, mithilfe eines U-Bootes ins Deutsche Reich zurückzubringen.

## Vorgeschichte
Am 17. März 1941 hatte der U-Bootkommandant Otto Kretschmer sein erfolgreiches Boot U 99 nach einem Gefecht mit dem britischen Zerstörer Walker aufgeben müssen und war in britische Kriegsgefangenschaft geraten. Zunächst wurde er mit anderen deutschen Offizieren in Nordengland interniert. Im Jahre 1942 wurde er nach Bowmanville in Kanada überführt. Es gelang den dortigen Kriegsgefangenen, einen Sender zu bauen und zu betreiben, der die Verbindung mit der Heimat gewährleisten konnte. Auf diesem Wege wurde ein Fluchtplan verabredet, der beinhaltete, dass die Gefangenen durch einen Fluchttunnel entkommen und sich im September 1942 nach Pointe de Maisonnette in New Brunswick durchschlagen sollten. Dort sollten sie durch ein deutsches U-Boot aufgenommen werden. Für diese Aufgabe wurde U 669 bestimmt. Das Boot lief am 29. August 1943 unter strengster Geheimhaltung von St. Nazaire aus und durchquerte die Biskaya mit Kurs auf Kanada. Es ging jedoch in Nähe der französischen Küste aus ungeklärten Gründen verloren.

## Fehlschlag des Unternehmens
Nach der Versenkung von U 669 am 7. September wurde U 536 in das Unternehmen Kiebitz mit einbezogen. Das Boot war am 29. August unter dem Kommando von Rolf Schauenburg von Lorient ausgelaufen und sollte vor der nordamerikanischen Ostküste patrouillieren. Auf Befehl der U-Bootführung öffnete Schauenburg den entsprechenden Umschlag, dessen Inhalt ihm das Unternehmen Kiebitz erläuterte. Am 24. September bezog U 536 Position an der Mündung des Sankt-Lorenz-Stroms.
Durch den Kanadischen Militärgeheimdienst und die Royal Canadian Mounted Police (RCMP) konnten Nachrichten der Gefangenen abgefangen werden und eine Gegenoperation geplant werden. Die verschlüsselten Nachrichten der Gefangenen wurden dechiffriert und aus der Heimat gesendete Hilfsgüter, wie Kartenmaterial, wurden beschlagnahmt.
Die Gegenoperation der Royal Canadian Navy gegen U 536, bezeichnet als Operation Pointe Maisonnette – benannt nach dem geplanten Treffpunkt Pointe de Maisonnette–, führte zur Vereitelung des deutschen Plans. U 536 konnte den durch die HMCS Rimouski angeführten U-Bootjägern entkommen. Dies stellte aber einen Wendepunkt für die Deutschen in der Schlacht am Sankt-Lorenz-Strom dar.
Drei der vier U-Boot-Offiziere wurden zu folgenden Zeitpunkten nach dem Krieg aus der Kriegsgefangenschaft entlassen:
- Horst Elfe: Anfang April 1947
- Hans Ey: Ende Juli 1947
- Otto Kretschmer: Ende Dezember 1947